# サルパン県
座標: 北緯26度50分 東経90度15分 / 北緯26.833度 東経90.250度

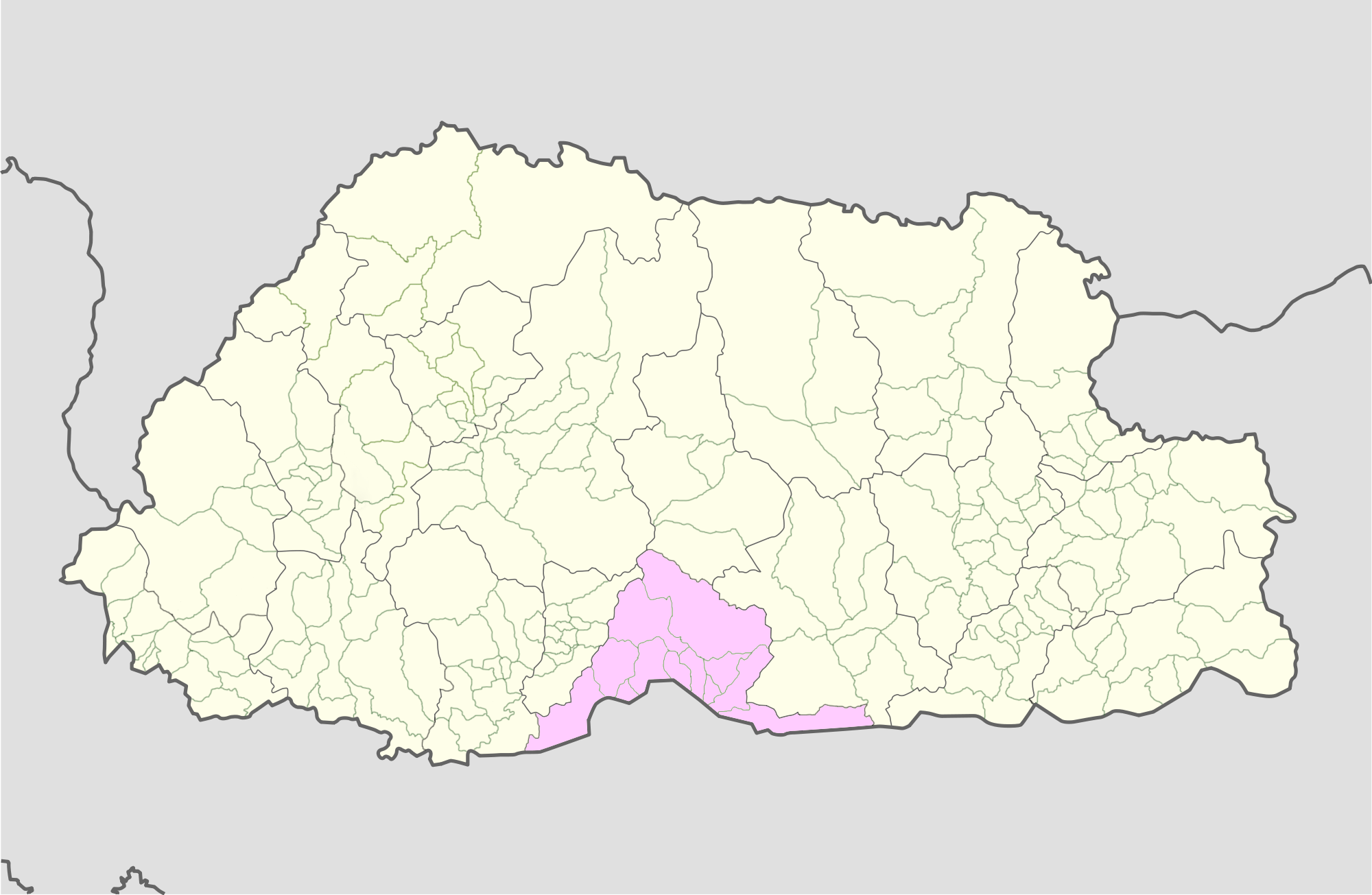
サルパン県の位置

サルパン県（サルパンけん、ゾンカ語:གསར་སྤང་རྫོང་ཁག་/ワイリー方式:Gsar-spang rdzong-khag）は、ブータン南部の県。面積は1,655km2、2013年の人口は4万3915人、人口密度は15人/km2。

## 言語
サルパン県の主要言語はインド・ヨーロッパ語族のネパール語である。ローツァンパが用いる。北東部では東チベット諸語のケン語が用いられる。

## 行政区画
サルパン県は12の村に分かれる。
- チュフザガン村（英語版）
- チュフヅォム村（英語版）
- デキリン村（英語版）
- ガキリン村(サルパン県)（英語版）
- ジェレフ村 - 県都
- ジグメチュホエリン村（英語版）
- サムテンリン村（英語版）
- センゲ村（英語版）
- セルジョン村（英語版）
- ショムパンカ村
- タレイサン村（英語版）
- ウムリン村（英語版）

## 環境
サルパン県の大部分は自然保護区に含まれる。西部(センゲ村)のインドとの国境地帯には無人のフィブソー鳥獣保護区がある。
北部(ジグメチュホエリン村)には黒山国立公園がある。東部から南東部(ジグメチュホエリン村、タレイサン村、ウムリン村)には王立マナス国立公園がある。3つの保護区は緑の回廊で繋がれている。

## 歴史
2007年4月26日、ラモイ・ジンガ郡の所属がサルパン県からダガナ県に変更された。サルパン県最西部だったラモジンガ町、ラモイ・ジンガ村、デオラリ村、ニチュラ村はダガナ県の最南部になった。